# Kaskasita
La kaskasita és un mineral de la classe dels sulfurs. Rep el nom del mont Kaskasnyunchorr, a Rússia, la seva localitat tipus.

## Característiques
La kaskasita és un sulfur de fórmula química (Mo,Nb)S₂·(Mg1-xAlx)(OH)2+x. Cristal·litza en el sistema trigonal. La seva duresa a l'escala de Mohs és 1. És un mineral isostructural amb la manganokaskasita, de la qual és el seu anàleg de magnesi; també és l'anàleg de molibdè de l'ekplexita.

## Formació i jaciments
Va ser descoberta al mont Kaskasnyunchorr, situat al massís de Khibini, dins l'óblast de Múrmansk (Districte Federal del Nord-oest, Rússia). Es tracta de l'únic indret de tot el planeta on ha estat descrita aquesta espècie mineral.